# Цифрови системи
„Цифрови системи“ е базирана във Варна българска компания, която предлага широка гама от мрежови услуги. Тя е първият интернет доставчик в България.
Фирмата е основана от Драгомир Славов и негови студенти от Технически университет - Варна през 1989 г.
„Цифрови системи“ е първият интернет доставчик за България. Към 1990 г. компанията предлага услуги като електронна поща и мрежови новини. През 1991 г. фирмата предлага своите услуги като партньор и член на първата комерсиална интернет мрежа в Европа - EUnet. Това е дружество, което спомага за приемането на TCP/IP в Европа. 
„Цифрови системи“ успешно развива редица проекти в областта на компютърните мрежи и технологии и има съществен принос за развитието и популяризирането на интернет в България. 
Много от служителите, работили във фирмата през годините, впоследствие стават водещи специалисти в областта на интернет технологиите и допълнително допринасят за развитието на интернет мрежата в България.
До 2001 г. фирмата извършва регистрирането на домейни в областта .bg, а след това тази дейност е прехвърлена на новосъздадената компания „Регистър.БГ“ ООД.